# Trzemeszno Lubuskie
Trzemeszno Lubuskie is een plaats in het Poolse district  Sulęciński, woiwodschap Lubusz. De plaats maakt deel uit van de gemeente Sulęcin en telt 700 inwoners.

## Verkeer en vervoer
- Station Trzemeszno Lubuskie